# Soracá (ort)
Soracá är en ort i Colombia.   Den ligger i departementet Boyacá, i den centrala delen av landet, 130 km nordost om huvudstaden Bogotá. Soracá ligger 2 802 meter över havet och antalet invånare är 827.
Terrängen runt Soracá är kuperad. Runt Soracá är det ganska tätbefolkat, med 65 invånare per kvadratkilometer. Närmaste större samhälle är Tunja, 5,4 km nordväst om Soracá. Trakten runt Soracá består i huvudsak av gräsmarker.